# Williamsburg (Iowa)
Williamsburg – miasto w Stanach Zjednoczonych, w stanie Iowa, w hrabstwie Iowa. Zgodnie ze spisem statystycznym z 2000 roku, miasto liczyło 2 622 mieszkańców.